# Radio Chinchilla
Radio Chinchilla es una emisora local de radio que emite  desde Chinchilla de Montearagón (Albacete) a través del 105.3 FM, con una cobertura que alcanza el centro y norte de la provincia de Albacete y sur de Cuenca. 
Comenzó sus emisiones en diciembre de 1988, y a día de hoy es una de las emisoras con mayor audiencia de Albacete.
La mayoría de la programación que ofrece es de producción propia, incluyendo información, música, deportes, entretenimiento... Posee servicios informativos propios, y emite las 24 Horas.